# Szamostatárfalva
Szamostatárfalva is een plaats (község) en gemeente in het Hongaarse comitaat Szabolcs-Szatmár-Bereg. Szamostatárfalva telt 342 inwoners (2001).